# IAR-822
IAR-822 – rumuński samolot rolniczy skonstruowany w latach 60. XX w.

## Historia
Konstrukcja powstała jako rozwinięcie poprzednika – IAR-821. Radu Manicatide, główny konstruktor zakładów IAR, zdecydował się na dostosowanie pierwowzoru do zastosowania silnika rzędowego, w miejsce poprzednio stosowanego silnika gwiazdowego AI-14RF. Prace projektowe ukończono w Institutul de Mecanica Fluidelor si Cercetari Aerospatiale (IMFCA) w 1970 r. Prototyp ze znakami YR-MCA został oblatany 20 marca 1970 r. przez oblatywacza Constantina Manolache. Maszyna wykazała się zadowalającymi właściwościami lotnymi i eksploatacyjnymi i została wdrożona do produkcji seryjnej. Pierwszy seryjny samolot (YR-MCB) oblatano 14 czerwca 1971 r.
Dla ułatwienia procesu przeszkalania pilotów na nowy typ samolotu zbudowano dwuosobową wersję szkolną, która otrzymała oznaczenie IAR-822B. Z maszyny usunięto zbiornik na chemikalia i na jego miejsce zabudowano kabinę instruktora. Do 1974 r. zbudowano dwadzieścia egzemplarzy wersji agrolotniczej (oznaczonej jako IAR-822A0 i dziesięć samolotów szkolnych IAR-822B. Kilka maszyn w wersji szkolnej było użytkowane przez Rumuńskie Siły Powietrzne.
Samolot stał się podstawą do opracowania w 1973 r. wersji rozwojowej oznaczonej IAR-826.

## Konstrukcja
Samolot rolniczy w układzie wolnonośnego dolnopłatu. Kadłub w przedniej części mieścił silnik, za którym umieszczono zbiornik na chemikalia a następnie kabinę pilota zabezpieczoną kozłem przeciwkapotażowym. Podwozie stałe, trójpunktowe z kółkiem ogonowym. 